# Simonó Rió
Simonó Rió (japánul 下野 璃央, népszerű nyugati átírással: Rio Shimono; 2000. május 25. –) japán autóversenyzőnő, jelenleg a japán F4 bajnokságban versenyez a Zap Speed csapatánál. 2020-ban a japán TCR-sorozatban a Drago Corse csapatával szerepelve győzelmet szerzett a szuzukai hétvégén, valamint megnyerte a szombati kiírás bronz kategóriáját, míg a bajnokság szombati abszolút értékelésében a harmadik helyen zárt a tabellán.

## Pályafutása
Versenyzői pályafutását 2018-ban kezdte, majd 2019-ben a japán Super F-J együléses szériában versenyzett, ami egy belépő szintű bajnokságnak számít, és két futamgyőzelmet szerzett. 2020-ban a Drago Corse csapata – amit a korábbi WTCC-pilóta, Micsigami Rjó irányít, aki a versenyző mentoraként is tevékenykedik (korábban olyan fiatal japán tehetségek mentori feladatát is ellátta, mint Cunoda Júki) – ülést adott számára a japán TCR-sorozatban egy Honda Civic Type R volánjánál. A sugói debütálásakor a 6. helyen végzett, az évad során a szombati kiírásban két dobogót szerzett, egy harmadik helyet Motegiben, illetve egy győzelmet Szuzukában, végül 89 ponttal a szombati sorozat bronzérmese lett, a vasárnapi futamokon szintén két alkalommal végzett dobogón – mindkétszer harmadik lett – és 66 pontjával az ötödik helyen zárta a vasárnapi versenynapra kiírt pontversenyt. A bronz különkiírás szombati pontversenyét megnyerte, két kategóriagyőzelmet szerezve. A szezont követően egy interjú során elárulta, hogy a célja az, hogy egy napon a WTCR mezőnyében versenyezhessen. 2021-ben a Kjodzsó Kupában versenyzett, továbbra is a Drago Corse csapat színeiben, és a bajnokság harmadik helyén végzett 55 ponttal, Cujimotó Sion és Onaga Miki mögött.

## Eredményei

### Japán TCR-sorozat
| Japán TCR-sorozat szombati kiírás | Japán TCR-sorozat szombati kiírás | Japán TCR-sorozat szombati kiírás | Japán TCR-sorozat szombati kiírás | Japán TCR-sorozat szombati kiírás | Japán TCR-sorozat szombati kiírás | Japán TCR-sorozat szombati kiírás | Japán TCR-sorozat szombati kiírás | Japán TCR-sorozat szombati kiírás | Japán TCR-sorozat szombati kiírás | Japán TCR-sorozat szombati kiírás | Japán TCR-sorozat szombati kiírás | Japán TCR-sorozat szombati kiírás |     | Japán TCR-sorozat vasárnapi kiírás | Japán TCR-sorozat vasárnapi kiírás | Japán TCR-sorozat vasárnapi kiírás | Japán TCR-sorozat vasárnapi kiírás | Japán TCR-sorozat vasárnapi kiírás | Japán TCR-sorozat vasárnapi kiírás | Japán TCR-sorozat vasárnapi kiírás | Japán TCR-sorozat vasárnapi kiírás | Japán TCR-sorozat vasárnapi kiírás | Japán TCR-sorozat vasárnapi kiírás | Japán TCR-sorozat vasárnapi kiírás |
| Év                                | Csapat                            | Autó                              | SUG                               | MOT                               | OKA                               | ATP                               | SUZ                               | FUJ                               | Pont                              | Pont                              | Helyezés                          | Helyezés                          | SUG | MOT                                | OKA                                | ATP                                | SUZ                                | SUZ                                | FUJ                                | Pont                               | Pont                               | Helyezés                           | Helyezés                           |                                    |
| Év                                | Csapat                            | Autó                              | SUG                               | MOT                               | OKA                               | ATP                               | SUZ                               | FUJ                               | Kategória                         | Kategória                         | Kategória                         | Kategória                         | SUG | MOT                                | OKA                                | ATP                                | SUZ                                | SUZ                                | FUJ                                | Kategória                          | Kategória                          | Kategória                          | Kategória                          |                                    |
| Év                                | Csapat                            | Autó                              | SUG                               | MOT                               | OKA                               | ATP                               | SUZ                               | FUJ                               | Alap                              | Bronze                            | Alap                              | Bronze                            | SUG | MOT                                | OKA                                | ATP                                | SUZ                                | SUZ                                | FUJ                                | Alap                               | Bronze                             | Alap                               | Bronze                             |                                    |
| --------------------------------- | --------------------------------- | --------------------------------- | --------------------------------- | --------------------------------- | --------------------------------- | --------------------------------- | --------------------------------- | --------------------------------- | --------------------------------- | --------------------------------- | --------------------------------- | --------------------------------- | --- | ---------------------------------- | ---------------------------------- | ---------------------------------- | ---------------------------------- | ---------------------------------- | ---------------------------------- | ---------------------------------- | ---------------------------------- | ---------------------------------- | ---------------------------------- | ---------------------------------- |
| 2020                              | Drago Corse                       | Honda Civic Type R TCR            | 6                                 | 3                                 | 4                                 | 5                                 | 1                                 | 6                                 | 89                                | 127                               | 3.                                | 1.                                | T   | 3                                  | 7                                  | 4                                  | 3                                  | Hn                                 | 5                                  | 66                                 | 109                                | 5.                                 | 2.                                 |                                    |

### Japán F4
| Év   | Csapat    | FUJ | FUJ | SUZ | SUZ | FUJ | FUJ | SUZ | SUZ | SUG | SUG | AUT | AUT | MOT | MOT | Helyezés | Pont |
| ---- | --------- | --- | --- | --- | --- | --- | --- | --- | --- | --- | --- | --- | --- | --- | --- | -------- | ---- |
| 2022 | Zap Speed | 34  | 16  | 22  | 34  | 21  | 20  | 33  | 18  | 23  | 24  | 18  | 19  | 21  | Ki  | 31.      | 0    |
| 2023 | Zap Speed | FUJ | FUJ | SUZ | SUZ | FUJ | FUJ | SUZ | SUZ | SUG | SUG | AUT | AUT | MOT | MOT | 19.      | 6    |
| 2023 | Zap Speed | 7   | 18  | 19  | 20  | 19  | 24  | 19  | 19  | 16  | 17  | 17  | 16  | 17  | 15  | 19.      | 6    |